# Molenlanden
Molenlanden é um município dos Países Baixos, situado na província da Holanda do Sul. Tem 191,58 km² de área e sua população em 2020 foi estimada em 44.042 habitantes.